# Luis Sánchez Pontón
Luis Sánchez Pontón (Puebla de Zaragoza, Puebla, 1895 - 1969) fue un abogado y político mexicano que ocupó los cargos se diputado, senador, Gobernador de Puebla y Secretario de Educación Pública durante el gobierno de Manuel Ávila Camacho.

## Estudios
Luis Sánchez Pontón fue originario de la ciudad de Puebla, se trasladó a la capital del país para realizar sus estudios, egresando como abogado por la Universidad Nacional Autónoma de México; sus primeras actividades políticas las realizó como miembro del Partido Liberal Constitucionalista y como tal fue opositor al régimen y candidatura presidencial de Venustiano Carranza en 1916 y de 1917 a 1918 fue diputado federal a la XXVII Legislatura y posteriormente Senador por el estado de Puebla.
Se unió a la rebelión del Plan de Agua Prieta liderada por Álvaro Obregón en contra de Venustiano Carranza, y el 19 de julio de 1920 el Senado de la República decretó la desaparición de poderes en el estado de Puebla, destituyendo al gobernador carrancista Rafael Rojas y nombrándolo titular del gobierno en su lugar, en 1921 entregó el cargo a su sucesor Claudio N. Tirado.

## Secretario de Educación Pública
Partidario de la educación socialista impulsada por el gobierno de Lázaro Cárdenas, a influencia de este fue nombrado el 1 de diciembre de 1940 titular de la Secretaría de Educación Pública por el nuevo presidente Manuel Ávila Camacho. Sin embargo, solo duró poco más de ocho meses en el cargo pues fue constantemente atacado por los nuevos sectores políticos contrarios a la izquierda desde el propio gobierno, en particular por el diputado Enrique Carrola Antuna y finalmente renunció al cargo el 12 de septiembre de 1941.
Durante su gestión en la SEP defendió la educación socialista, redefinió la estructura de la Secretaría con la intención de uniformar los sistemas educativos y dio impulso al Instituto Politécnico Nacional.
El 1 de agosto de 1946 fue nombrado Embajador de México en la Unión Soviética permaneciendo en el cargo hasta el 13 de marzo de 1947.